# Копилово (Дмитровський міський округ)
Копило́во (рос. Копылово) — присілок у складі Дмитровського міського округу Московської області, Росія.

## Населення
Населення — 2 особи (2010; 7 у 2002).
Національний склад (станом на 2002 рік):
- росіяни — 100 %